# Advent International
Advent International este una din cele mai mari firme de private equity din lume, fondată în 1984, cu un capital cumulat de 12 miliarde de dolari în martie 2008.
În România, investițiile Advent au inclus companiile: Dufa, Terapia, Brewery Holdings, Euromedia, Mobifon Connex și Ceramica Iași.
În decembrie 2007, Advent International a preluat producătorul de medicamente LaborMed Pharma pentru suma de 123 milioane de euro
În februarie 2010 a preluat pachetului de acțiuni de 80% din Centrul Medical Unirea.
Advent a mai derulat o investiție în piața farmaceutică din România, Terapia Cluj Napoca, pe care a vândut-o ulterior indienilor de la Ranbaxy.